# Pius Schwizer
Pius Schwizer (Oensingen, 13 de agosto de 1962) é um ginete suíço, especialista em saltos. 

## Carreira
Pius Schwizer representou seu país nos Jogos Olímpicos de 2008 e 2012, na qual conquistou a medalha de bronze nos saltos por equipe em 2008. 

## Cavalos
atuais:
- Jamaica VIII (* 1997), Selle Français, Mare, Pai: Socrate de Chivre, Pai da mãe: Kapoc, Proprietário: Pius Schwizer
- Ulysse (* 1997), Belgian Warmblood, Gelding, Pai: Nonstop, Pai da mãe: Jus de Pomme
- Nobless M (* 1998), Holsteiner horse, Mare, Pai: Calido I, Pai da mãe: Landgraf I, Proprietário: Pius Schwizer
- Carlina (* 2001), Holsteiner horse, Mare, Pai: Carvallo, Pai da mãe: Landgraf I
- Calidus van het Asbornveld (* 2002), Belgian Warmblood, Gelding, Pai: Kannan, Pai da mãe: Feinschnitt I

anteriores:
- Unique X CH (* 1996), Gelding, Pai: Ulysse de Thurin, Pai da mãe: Urymate de Sainte-Hermelle
- Koby du Vartellier (* 1998), Selle Français, Gelding, Pai: Espoir Breceen, Pai da mãe: Hidalgo de Riou
- Loving Dancer (* 1999), Holsteiner horse, Gelding, Pai: La Zarras, Pai da mãe: Calypso